# Isidro Segovia
Isidro Segovia fue un político peruano. 
Fue diputado de la República del Perú por la provincia de Aymaraes en 1829, 1831 y 1832 durante el primer gobierno del Mariscal Agustín Gamarra.  